# A711高速公路
A711高速公路是法国的一条高速公路，始于克莱蒙费朗，终于Martres-d'Artière，与A71等高速相连。A711长度约12千米。该高速为2x2车道，呈东西走向，东端与A89高速公路相连，在Lempdes附近与A75、A712以及771国道、766国道相连。